# Саличе, Вилльям
Вилльям Са́личе (итал. William Salice; 18 июля 1933, Казеи-Джерола — 29 декабря 2016, Павия) — итальянский изобретатель.

## Биография
В 1960—2007 годы работал в компании «Ferrero».
Будучи одним из ближайших сотрудников Микеле Ферреро, участвовал в создании популярных продуктов концерна, например, Nutella, Ferrero Rocher, Pocket Coffee. Предложил выпускать шоколадные яйца со спрятанной внутри игрушкой — «чтобы дети могли весь год праздновать пасху». Новое лакомство вышло в продажу в 1974 году и стало популярным — за 40 лет компания Ferrero продала более миллиарда яиц «киндер-сюрприз». Когда его называли создателем, он отвечал:

Изобретатель — Ferrero, я — материальный исполнитель.
Оригинальный текст (итал.)L’inventore è Ferrero, io sono l’esecutore materiale.— S.Morosi, 2016; Le Monde.fr
Однажды Микеле Ферреро сказал сотрудникам:

Вы знаете, почему детям так нравятся пасхальные яйца? Потому что у них есть сюрпризы внутри… Тогда знаете, что мы должны сделать? Давайте дарить им Пасху каждый день.
Оригинальный текст (итал.)Sapete perché ai bambini piacciono tanto le uova di Pasqua? Perché hanno le sorprese dentro… Allora, sapete che cosa dobbiamo fare? Diamogli la Pasqua tutti i giorni.— Padovani G. Nutella. — Rizzoli, 2004. (цит. по:)
Успех киндер-сюрприза он объяснял элементом игры, включённым в обыденность, а также потребностью родителей помочь ребёнку в создании сюрприза и получить улыбку за волнение открытия.
Выйдя на пенсию в 2007 году, он получил от Ferrero бонус 400 000 евро, на который основал в Лоано фонд содействия молодым талантам — «Окрась свою жизнь» (англ. Color Your Life).
Умер в отделении паллиативной помощи города Павия, где получал поддерживающие терапию и сопровождение на последней стадии рака мозга. Похороны состоялись 31 декабря 2016 в Казеи-Джерола.